# Towers of Channelside
Towers of Channelside est un ensemble de deux tours résidentielles du centre-ville ("Downtown") de Tampa, en Floride. 
Conçu par l'agence Curts Gaines Hall Jones, il a été construit entre 2005 et 2007 pour un coût de 93 millions de dollars. Chacun des deux bâtiments mesure environ 100 mètres de haut, compte vingt-neuf étages, et comprend 125 logements,. Le projet comporte également une surface commerciale, un important centre de remise en forme et un parking avec deux places par appartement.
Les règlements d'urbanisme qui limitaient la hauteur des constructions à 18 mètres ont été modifiés pour permettre la construction de ce complexe. Le projet a rencontré des oppositions du fait que les tours bloquaient la vue et l'accès public à la Baie de Tampa et aggravaient la congestion du trafic routier dans le secteur. 
Le 19 janvier 2004, juste deux jours après que le projet a été approuvé, 250 des 260 appartements de l'ensemble avaient été réservés. A la fin de la construction en 2007 le prix des appartements allait de 275 000 $ à 325 000 $.